# Coychurch Higher
Coychurch Higher är en community i Storbritannien.   Den ligger i kommunen Bridgend och riksdelen Wales, i den södra delen av landet, 230 km väster om huvudstaden London.